# 25 septembre en sport
25 août 25 octobre
Chronologies thématiques
- Croisades
- Ferroviaires
- Disney

Le 25 septembre est le 268e jour de l'année (269e en cas d'année bissextile) du calendrier grégorien.

## Événements

### XXesièclede1901à1950
- 1910 :
  - (Football) : Ski og FK Lyn Kristiana remporte la Coupe de Norvège de football en s'imposant en finale face à Odds BK Skien, 4-2.
- 1911 :
  - (Football) : à Londres (Stamford Bridge), Manchester United remporte le Charity Shield en s'imposant 8-4 face à Swindon Town FC.
- 1927 :
  - (Football) : Paulistano est champion de l'État de Sao Paulo.
- 1932 :
  - (Sport automobile) : Grand Prix automobile de Marseille.
- 1949 :
  - (Sport automobile) : Grand Prix automobile de Tchécoslovaquie.

### XXesièclede1951à2000
- 1982 :
  - (Formule 1) : Grand Prix automobile de Las Vegas.
- 1983 :
  - (Formule 1) : Grand Prix automobile d'Europe.
- 1988 :
  - (Formule 1) : Grand Prix automobile du Portugal.
- 1994 :
  - (Formule 1) : Grand Prix automobile du Portugal.
- 1997 :
  - (Automobile) : à Black Rock Desert, Andy Green établit un nouveau record de vitesse terrestre : 1 149,30 km/h.

### XXIesiècle
- 2005 :
  - (Sport automobile) : en terminant 3e du GP du Brésil, remporté par le Colombien Juan Pablo Montoya, l'Espagnol Fernando Alonso remporte, à deux courses de la fin de la saison, le championnat du monde de Formule 1.
  - (Sport automobile) : le Brésilien Nelsinho Piquet remporte les deux premières courses du premier championnat A1 Grand Prix, disputées sur le circuit de Brands Hatch en Grande-Bretagne.
  - (Volley-ball) : la Pologne remporte le 24e Championnat d'Europe de volley-ball féminin en battant lors de la finale, disputée à Zagreb en Croatie, l'Italie sur le score de 3-1 (25-23 27-25 21-25 25-18).
- 2011 :
  - (Formule 1) : Grand Prix de Singapour.
- 2013 :
  - (Nautisme) : la 34e Coupe de l’America est remportée par Oracle Team USA, qui défait Emirates Team New Zealand.
- 2015 :
  - (Cyclisme sur route /Championnats du monde) : victoire du Français Kévin Ledanois dans la course en ligne des -23 ans.
- 2016 :
  - (Athlétisme /Marathon) : sur le Marathon de Berlin, victoire chez les hommes, de l'Éthiopien Kenenisa Bekele en 2 h 03 min 03 s et chez les femmes, c'est aussi l'Éthiopienne Aberu Kebede qui l'emporte en 2 h 20 min 45 s[1].
  - (Cyclisme sur route /UCI World Tour) : le Néerlandais Niki Terpstra remporte l'Eneco Tour 2016 devant le Belge Oliver Naesen et le Slovaque Peter Sagan[2].

## Naissances

### XVIIIesiècle
- 1769
  - John Jackson, boxeur anglais. († 7 octobre 1845).

### XIXesiècle
- 1882 :
  - Charles Simon, dirigeant sportif français. Secrétaire général de la FGSPF et de la FICEP. († 15 juin 1915).
- 1886 :
  - May Sutton, joueuse de tennis américaine. Victorieuse de l'US Open 1904 et des tournois de Wimbledon 1905 et 1907. († 4 octobre 1975).
- 1891 :
  - Honoré Barthélémy, cycliste sur route français. († 12 mai 1964).

### XXesièclede1901à1950
- 1908 :
  - Roger Beaufrand, cycliste sur piste français. Champion olympique de la vitesse individuel aux Jeux d'Amsterdam 1928. († 14 mars 2007).
- 1913 :
  - Josef Bican, footballeur autrichien puis tchécoslovaque. (19 sélections avec l'équipe d'Autriche, 14 avec la Tchécoslovaquie et 2 avec celle de Bohême et Moravie). († 27 septembre 2001).
- 1917 :
  - Phil Rizzuto, joueur de baseball américain. († 13 août 2007).
  - Johnny Sain, joueur de baseball américain. († 7 novembre 2006).
- 1926 :
  - Sergueï Filatov, cavalier de dressage soviétique puis russe. Champion olympique en individuel aux Jeux de Rome 1960 puis médaillé de bronze en individuel et par équipes aux Jeux de Tokyo 1964. († 3 avril 1997).
- 1929 :
  - Jacques Lepatey, joueur de rugby à XV français. (5 sélections en équipe de France). († 1er mai 2024).
- 1930 :
  - Witold Zagórski, basketteur puis entraîneur polonais. (29 sélections en équipe nationale). Sélectionneur de l'équipe de Pologne de 1961 à 1975 puis de l'équipe d'Autriche de 1978 à 1980. († 30 juin 2016).
- 1932 :
  - Terry Medwin, footballeur gallois. (30 sélections en équipe nationale). († 1er mai 2024).
- 1941 :
  - Takao Sakurai, boxeur japonais. Champion olympique des -54 kg aux Jeux de Tokyo 1964. († 10 janvier 2012).
- 1942 :
  - Henri Pescarolo, pilote de F1, d'endurance et patron d'écurie ainsi que consultant TV français. Vainqueur des 24 Heures du Mans 1972, 1973, 1974 et 1984.
- 1943 :
  - Annette Van Zyl, joueur de tennis australienne.
- 1945 :
  - Carol Vadnais, hockeyeur sur glace puis entraîneur canadien. († 31 août 2014).
- 1948 :
  - Ștefan Birtalan

joueur puis entraîneur de handball roumain. († 27 mai 2024).
- 1949 :
  - Jean Petit, footballeur puis entraîneur français. (12 sélections en équipe de France). († 23 janvier 2024).

### XXesièclede1951à2000
- 1951 :
  - Bob McAdoo, basketteur américain.
- 1953 :
  - Jean-Philippe Grand, pilote de course automobile d'endurance français.
- 1955 :
  - Karl-Heinz Rummenigge, footballeur allemand. Champion d'Europe de football 1980. Vainqueur de la Coupe des clubs champions 1975 et 1976. (95 sélections en équipe nationale).
- 1958 :
  - Pierre Délèze, athlète de demi-fond et de fond suisse.
- 1960 :
  - Igor Belanov, footballeur soviétique puis ukrainien. Vainqueur de la Coupe d'Europe des vainqueurs de coupe 1986. (33 sélections avec l'équipe d'Union soviétique).
- 1962 :
  - Dariusz Wdowczyk, footballeur puis entraîneur polonais. (53 sélections en équipe nationale).
- 1964 :
  - Joey Saputo, homme d’affaires canadien. Président de l’Impact de Montréal dans la Major League Soccer.
- 1965 :
  - Matt Battaglia, joueur de foot U.S. puis acteur américain.
  - Scottie Pippen, basketteur américain. Champion olympique aux Jeux de Barcelone 1992 et aux Jeux d'Atlanta 1996. (22 sélections en équipe nationale).
  - Rafael Martín Vázquez, footballeur espagnol. Vainqueur de la Coupe UEFA 1985 et 1986. (38 sélections en équipe nationale).
- 1969 :
  - Hansie Cronje, joueur de cricket sud-africain. (68 sélections en Test cricket). († 1er juin 2002).
- 1974 :
  - Olivier Dacourt, footballeur puis consultant TV français. (21 sélections en équipe de France).
- 1976 :
  - Chauncey Billups, basketteur américain. Champion du monde de basket-ball 2010. (10 sélections en équipe nationale).
  - Li Nan, basketteur puis entraîneur chinois. (63 sélections en équipe nationale).
  - Armando Teixeira, footballeur portugais.
- 1977 :
  - Rinaldo Nocentini, cycliste sur route italien.
- 1978 :
  - Matthew Shirvington, athlète de sprint australien.
- 1979 :
  - Kyle Bennett, cycliste de BMX américain. Champion du monde de BMX 2002, 2003 et 2007. († 14 octobre 2012).
  - Jean-René Lisnard, joueur de tennis français puis monégasque.
  - Michele Scarponi, cycliste sur route italien. Vainqueur du Tour d'Italie 2011 et du Tour de Catalogne 2011. (° 22 avril 2017).
- 1980 :
  - Antonio Bueno, basketteur espagnol. (12 sélections en équipe nationale).
  - Trevor Harvey, basketteur bahaméen.
- 1982 :
  - Nick George, basketteur anglais.
- 1983 :
  - Glenn Murray, footballeur anglais.
- 1984 :
  - Zlatko Horvat, handballeur croate. Médaillé de bronze aux Jeux de Londres 2012. (134 sélections en équipe nationale).
  - Ivory Latta, basketteuse puis entraîneuse américaine.
  - Rashad McCants, basketteur américain.
  - Marshevet Myers, athlète de sprint américaine. Championne du monde d'athlétisme du relais 4 × 100 m 2011.
- 1985 :
  - Strahinja Milošević, basketteur serbe. (8 sélections en équipe nationale).
- 1987 :
  - Collins Cheboi, athlète de demi-fond kényan.
  - Stéphanie Fotso Mogoung, volleyeuse camerounaise. Championne d'Afrique féminin de volley-ball 2017.
  - Monica Niculescu, joueuse de tennis roumaine.
- 1988 :
  - Nemanja Gordić, basketteur bosnien.
  - Orion Outerbridge, basketteur américain.
  - Joris Sainati, footballeur français.
- 1989 :
  - Cuco Martina, footballeur néerlandais-curacien. (47 sélections avec l'équipe de Curaçao).
  - Samantha Murray, pentathlonienne britannique. Médaillée d'argent aux Jeux de Londres 2012. Championne du monde de pentathlon moderne par équipes 2012 et championne du monde de pentathlon moderne en individuelle 2014. Championne d'Europe de pentathlon moderne du relais 2013.
- 1991 :
  - Emma Kullberg, footballeuse suédoise. Médaillée d'argent lors du tournoi des Jeux olympiques de 2020. (10 sélections en équipe nationale).
  - Stine Bredal Oftedal, handballeuse norvégienne. Médaillée de bronze aux Jeux de Rio 2016. Championne du monde en 2011 et en 2015. Championne d'Europe de handball 2010, 2014 et 2016. Victorieuse des Ligue des champions 2018 et 2019. (174 sélections en équipe nationale).
  - Alexander Rossi, pilote automobile américain.
- 1992 :
  - Jonathan Clauss, footballeur français. (13 sélections en équipe de France).
  - Kim Jang-mi, tireuse sportive sud-coréenne. Championne olympique de la jeunesse du pistolet à air 10m aux Jeux de Singapour 2010. Championne olympique du tir au pistolet à 25m aux Jeux de Londres 2012.
- 1993 :
  - Arlind Ajeti, footballeur albano-suisse. (18 sélections avec l'équipe d'Albanie).
  - Abdel Nader, basketteur américano-égyptien.
  - Yann Siegwarth, basketteur français.
- 1995 :
  - Jean-Philippe Gbamin, footballeur franco-ivoirien. (12 sélections avec l'équipe de Côte d'Ivoire).
- 1996 :
  - Max Christiansen, footballeur allemand. Médaillé d'argent aux Jeux de Rio 2016.
  - Damian Penaud, joueur de rugby à XV français. Vainqueur du Challenge européen 2019. (14 sélections en équipe de France).
- 1997 :
  - Aaron Wainwright, joueur de rugby à XV gallois. Vainqueur du Grand Chelem 2019. (21 sélections en équipe nationale).

### XXIesiècle
- 2001 :
  - Cade Cunningham, basketteur américain.
- 2002 :
  - Jaden Springer, basketteur américain.
  - Danilo Veiga, footballeur portugais.
- 2003 :
  - Niklas Pyyhtiä, footballeur finlandais.
  - Kōdai Sano, footballeur japonais.
- 2004 :
  - Aïman Maurer, footballeur franco-marocain.

## Décès

### XXesièclede1901à1950
- 1907 :
  - Frederick Maddison, 58 ans, footballeur anglais. (1 sélection en équipe nationale). (° 22 juillet 1849).
- 1935 :
  - Tom Richards, 53 ans, joueur de rugby à XV australien. (3 sélections en équipe nationale). (° 29 avril 1882).
- 1941 :
  - Foxhall Parker Keene, 73 ans, joueur de polo puis pilote de courses automobile américain. Champion olympique aux Jeux de Paris 1900. (° 18 décembre 1867).
- 1943 :
  - Alexandre Maspoli, 67 ans, haltérophile, athlète de saut puis sculpteur français. (° 29 septembre 1875).

### XXesièclede1951à2000
- 1958 :
  - Francisco Olazar, 73 ans, footballeur puis entraîneur argentin. Vainqueur de la Copa América 1929. (18 sélections en équipe nationale). Sélectionneur de l'équipe d'Argentine de 1928 à 1930. (° 10 juillet 1885).
- 1978 :
  - Luigi Allemandi, 74 ans, football puis entraîneur italien. Champion du monde de football 1934. (24 sélections en équipe nationale). (° 8 novembre 1903).

### XXIesiècle
- 2005 :
  - George Archer, 72 ans, golfeur américain. Vainqueur du Masters 1969. (° 1er octobre 1939).
- 2014 :
  - István Hernek, 79 ans, céiste hongrois. Médaillé d'argent en C1 1000m aux Jeux de Melbourne 1956. (° 23 avril 1935).
  - Dorothy Tyler, 94 ans, athlète de sauts britannique. Médaillée d'argent de la hauteur aux Jeux de Berlin 1936 et aux Jeux de Londres 1948. (° 14 mars 1920).
- 2016 :
  - José Fernández, 24 ans, joueur de baseball américain. (° 31 juillet 1992).
  - René Marsiglia, 57 ans, football puis entraîneur français. (° 19 septembre 1959).
  - Arnold Palmer, 87 ans, golfeur américain. Vainqueur des Masters 1958, 1960, 1962 et 1964, de l'US Open 1960 et des British Open 1961 et 1962 puis des Ryder Cup 1961, 1963, 1965, 1967, 1971, 1973 et 1975. (° 10 septembre 1929).
- 2018 :
  - Vladimir Voronkov, 74 ans, fondeur soviétique. Champion du monde en 1970 du relais 4×10 kilomètres puis champion olympique de la même discipline aux Jeux d'hiver de 1972 à Sapporo. (° 20 mars 1944).
- 2022 :
  - Andrés Prieto, footballeur chilien. (16 sélections en équipe du Chili). (° 19 décembre 1928).